# بابک احمدپور
بابک احمدپور، بازیگر اهل ایران است. وی بازیگر نقش اول فیلم خانه دوست کجاست؟، ساخته عباس کیارستمی و نیز بازیگر یکی از نقش‌های اصلی در فیلم مشق شب است. او همچنین در فیلم زیر درختان زیتون نیز بازی کرد.

## ورود به حرفهٔ بازیگری
بابک احمدپور تا پیش از بازی در فیلم‌های عباس کیارستمی، تجربهٔ حضور در برابر دوربین تلویزیون یا سینما را نداشت. به گفتهٔ کیومرث پوراحمد، کیارستمی در مرحلهٔ پیش‌تولید فیلم خانه دوست کجاست، طی سال ۱۳۶۴ و نیمهٔ اول سال ۱۳۶۵ سفرهای متعددی به مناطق مختلف شمال داشت تا این‌که در شهریور ۱۳۶۵ طی سفری به رستم‌آباد رودبار و ماسوله، بابک احمدپور و برادرش را برای بازی در آن فیلم انتخاب کرد. بابک احمدپور سال‌ها بعد در مصاحبه‌ای در مورد بازی مقابل دوربین عباس کیارستمی گفت: «آن زمان که در فیلم کیارستمی بازی می‌کردیم بچه بودیم، اصلاً نمی‌دانستیم فیلم چیست و ما حتی در روستا با تلویزیون آشنایی نداشتیم و اصلاً در زندگی مان دوربین ندیده بودیم. به دلیل طبقه اجتماعی که در روستای ما حاکم بود، از امکانات شهری به دور بودیم و همین باعث شده بود نه بدانیم تلویزیون چیست و نه فیلم. اصلاً نمی‌دانستیم دیالوگ‌هایی که آقای کیارستمی به ما می‌دهد و ما آن را تکرار می‌کنیم، قرار است بعداً تبدیل به فیلم شود».

## سه‌گانهٔ کوکر
خانه دوست کجاست؟ که اولین بخش از سه‌گانهٔ کوکر است، داستان کودکی را روایت می‌کند دفتر مشق همکلاسیش را به اشتباه برداشته و دنبال خانهٔ دوستش می‌گردد تا دفتر را به او بازگرداند. بابک احمدپور به همراه برادرش احمد احمدپور نقش‌آفرینان اصلی این فیلم هستند. گادفری چشر منتقد فیلم اهل آمریکا در توصیف باورپذیری نقش‌آفرینی احمدپور در فیلم خانهٔ دوست کجاست؟ می‌نویسد: «این پسر (بابک احمدپور) واقعاً بر این باور بود که اشتباهی دفتر کودک دیگری را برداشته‌است. این واقعیت است. اگر شما با فیلم رابطهٔ قلبی برقرار می‌کنید به این دلیل است که هر لحظه در کنار این کودک واقعی است. او به هیچ عنوان بازی نمی‌کند».
زندگی و دیگر هیچ دومین بخش سه‌گانهٔ کوکر است که داستان آن پس از زلزلهٔ رودبار اتفاق می‌افتد. فردی به مناطق زلزله‌زده می‌رود تا ببیند بابک احمدپور زنده مانده یا خیر.
در یکی از سکانس‌های فیلم سوم، که زیر درختان زیتون نام دارد، بازیگر زن (ظریفه شیوا) گفتگوی کوتاهی با برادران احمد پور دارد و این لحظه‌ای است که ارتباط فیلم سوم با قسمت اول سه‌گانه برقرار می‌شود.

## در دیگر آثار
فیلم مستند درخت زندگی (۱۳۹۷)، با نگاهی به زندگی بابک احمدپور ساخته شده‌است. در این فیلم برادران احمدپور پس از گذشت ۳۰ سال از نقش‌آفرینی در خانهٔ دوست کجاست؟ دربارهٔ تجربهٔ بازیگری‌شان در آن فیلم صحبت می‌کنند. بابک احمدپور که در زمان ساخت مستند درخت زندگی در یک مرکز خرید در شمال تهران کارگری می‌کند به همراه کارگردان، به زادگاهش در شمال ایران می‌روند. جایی که خانه دوست کجاست؟ در آن محل فیلمبرداری شد. احمدپور در بخشی از فیلم توضیح می‌دهد که بازی در خانهٔ دوست کجاست؟ در کودکی، چگونه زندگی‌اش را از مسیر عادی آن دور کرد. گیتی خامنه که در فیلم زیر درختان زیتون به‌عنوان یکی از عوامل پشت صحنه مشغول به فعالیت بود، پس از دیدن فیلم درخت زندگی، تأکید کرد که تغییرات مقطعی در زندگی کودکان نابازیگر و تاثیرش بر سرنوشت آن‌ها یکی از دغدغه‌های عباس کیارستمی بوده‌است.